# 南昌交投集团
南昌市交通投资集团有限公司（英語：NANCHANG TRANSPORTATION INVESTMENT GROUP，简称：南昌交通投资集团、南昌交投集团、南昌市交投集团、市交投集团、NCJT）是南昌市政府控股的子公司。
公司前身是成立于2006年成立的南昌水利投资发展有限公司，2022年6月，南昌市对控股国有企业整合重组，市属国有企业由“9+1”整合重组为“4+2”。其中，以南昌水利投资发展有限公司为基础，合并江西南昌旅游集团有限公司和江西国控汽车投资有限公司，划入南昌市政公用投资控股有限责任公司下属交通、旅游类企业及持有的南昌赣昌砂石有限公司50%股权，南昌市交通投资集团有限公司孕育而生。

## 主要子公司

### 重点企业

#### 交通
- 江西南昌公共交通运输集团有限责任公司（南昌市公共交通总公司）：持股100%，从原9+1企业南昌市政公用投资控股有限责任公司划入。
- 江西长运集团有限公司：持股100%，从原9+1企业南昌市政公用投资控股有限责任公司划入。
  - 江西长运股份有限公司：直接持股16.67%，同长运集团从南昌市政公用投资控股有限责任公司划入。

#### 旅游
- 江西南昌旅游集团有限公司：持股90%，原9+1企业整体并入。

#### 建设
- 南昌赣昌砂石有限公司：持股80.0%，从原9+1企业南昌市政公用投资控股有限责任公司子公司南昌市政投资集团有限公司划入。
- 南昌水投项目管理集团有限公司：持股98.04%
- 江西省赣抚尾闾整治有限公司：持股100.0%

#### 服务
- 南昌水天投资集团有限公司：持股100.0%
- 南昌南水投资集团有限公司：持股100.0%

#### 并表
- 江西国控汽车投资有限公司：持股90.65%，原9+1企业整体并入。但任接受市国资委管理。
  - 江铃汽车集团有限公司：上级公司持股100.0%，维持国控汽车控股，依然为国资委的并表企业。

- 南昌轨道交通集团有限公司：持股100%，原9+1企业整体并入但任接受市国资委管理。

### 其他企业
- 江西省云鼎数字信息技术有限公司：持股100.0%，从原9+1企业南昌市政公用投资控股有限责任公司划入。
- 南昌交投水运有限公司：持股100.0%，从原9+1企业江西南昌旅游集团有限公司划入。
- 江西华赣文化旅游传媒集团有限公司：持股84.33%，从原9+1企业南昌市政公用投资控股有限责任公司划入。
- 江西省洪城一卡通投资有限公司：直接持股50.5%，从原9+1企业南昌市政公用投资控股有限责任公司划入。
- 南昌交投出租旅游运输集团有限公司：（原名：南昌公交出租汽车有限责任公司）持股100.0%，从南昌公交运输集团划入。
- 南昌市第八建筑工程有限公司：持股100.0%，2020年由国资委持股改为南昌水利投资发展有限公司持股。
- 南昌肉联食品集团有限公司：持股100.0%，2023年3月由原国营南昌肉类联合加工厂改制成立。

## 历史
- 2006年6月8日，成立南昌水利投资发展有限公司。[2]
- 2012年7月19日，股东出资变更，由南昌市人民政府改为南昌市水务局，出资额度不变122500.0万元，占100.0%。[3]
- 2018年5月21日，股东出资变更，由南昌市水务局改为南昌市国有资产监督管理委员会，出资额度不变154414万人民币，占100%。
- 2021年3月18日，股东出资变更，国有独资变为国有控股，江西省行政事业资产集团有限公司10%，南昌市国有资产监督管理委员会90%。
- 2022年3月，根据《中共南昌市委办公室、南昌市人民政府办公室关于印发〈南昌市属国有企业集团整合重组方案〉的通知》(洪办发[2022]3号)以及《关于成立市属国有企业集团整合重组工作指导组的通知》(洪国资字[2022]61号)文件精神；市委、市政府决定以南昌水利投资发展有限公司为基础，合并江西南昌旅游集团有限公司、江西国控汽车投资有限公司及南昌市政公用集团有限公司部分划转企业，组建成立南昌市交通投资集团有限公司。[4]
- 2022年6月14日，公司更名为南昌市交通投资集团有限公司。
- 2022年6月新组建的南昌市产业投资集团有限公司、南昌市政公用集团有限公司、南昌市建设投资集团有限公司和南昌市交通投资集团有限公司集中揭牌。[5][6]
- 2023年总部大楼投入使用。[7]